# Tephrina altaica
Tephrina altaica är en fjärilsart som beskrevs av András Vojnits 1978. Tephrina altaica ingår i släktet Tephrina och familjen mätare. Inga underarter finns listade i Catalogue of Life.